# Allée couverte des Bonnes Dames
Die Allée couverte des Bonnes Dames ist ein Galeriegrab in der Nähe von Les Sories, etwa zwei Kilometer südwestlich von Saint-Thomas-de-Courceriers im Osten des Département Mayenne in Frankreich. Die Anlage steht seit 1988 unter Schutz.
Die West-Ost orientierte Megalithanlage aus etwa 30 Findlingen unterschiedlicher Größe liegt am Rande eines Dickichts, ist aber von der Straße aus sichtbar. Die Galerie ist etwa 7,0 Meter lang und 1,5 m breit. Sie ist weitgehend zerstört, nicht nur weil ein Baum in der Anlage wächst, wobei ein Bereich mit aufliegendem Deckstein noch etwa 1,0 m hoch aufragt.
Der Name Bonnes Dames (deutsch „Gute Damen“) stammt von den guten Feen, die früher so genannt wurden.